# Alejandro Huneeus García-Huidobro
Alejandro Huneeus García-Huidobro (Santiago, Chile, 1874 - París, Francia, 29 de junio de 1935), fue un abogado y político conservador chileno.

## Primeros años de vida
Fue hijo de Isidoro Huneeus Zegers y Javiera García-Huidobro Arlegui. Estudió Humanidades en el Colegio San Ignacio y en la Pontificia Universidad Católica de Chile, donde se tituló de abogado (1898).
Contrajo matrimonio con Enriqueta Gracia Cox Larraín, y en segundas nupcias, con Loreto Fernández Jaraquemada.

## Vida pública
En 1902 redactó un estudio titulado "Cuestiones sociales".
Amante del periodismo, fundó en Rancagua "La Patria" y en Peumo "La Cruz", publicaciones que sostuvo con su estilo peculiar y poético como medios de prensa.
Militante del Partido Conservador, del cual fue importante propagandista. 
Elegido Diputado por Rancagua, Cachapoal y Maipo (1903-1906), siendo parte de la comisión permanente de Gobierno y Colonización. Reelecto Diputado por la misma agrupación departamental (1906-1909) participando de la comisión de Relaciones Exteriores.
Nuevamente Diputado por Rancagua, Cachapoal y Maipo (1909-1912), formó parte de la comisión permanente de Legislación Social. 
Nombrado Ministro de Guerra y Marina (1911-1912).
Su último período legislativo lo obtuvo por la misma agrupación departamental (1912-1915), fue miembro de la comisión permanente de Guerra y Marina. 

## Membresías
Fue miembro de Consejo de Bellas Artes, del Consejo de Beneficencia de Santiago y del Centro de Educación Cristiana.

## Retiro
Viajó por América y Europa tras la muerte de su esposa Enriqueta Cox, solicitando permiso previo al Congreso Nacional. En 1920 viajó nuevamente a Europa, donde contrajo segundas nupcias, con Loreto Fernández Jaraquemada. Desde allí enviaba publicaciones en calidad de turista.
No intervino en política a su regreso, se dedicó a la agricultura en su fundo de la localidad de Hospital, la zona de Paine.
Viajó a Francia por última vez en 1934, falleciendo al año siguiente.